# Despised Icon
Despised Icon est un groupe canadien de deathcore, originaire de Montréal, Québec. Formé en 2002, le groupe se composait des deux chanteurs Alexandre Erian (technique vocale screaming), et Steve Marois (grunt). Despised Icon est un groupe connu dans la scène musicale underground et considéré être l'un des fondateurs du genre deathcore.
En avril 2010, le groupe annonce sa séparation et des dernières tournées dans de nombreux pays. Leurs six dernières soirées se sont déroulées dans les villes de Québec, Toronto et Montréal en décembre 2010. Despised Icon revient sur la scène en 2016 avec la sortie de leur album intitulé Beast.

## Biographie

### Consumed by Your Poison(2002–2004)
Despised Icon est formé en janvier 2002 à Montréal, Québec, au Canada. Peu après sa formation, le groupe signe au label Galy Records, et fait paraître son premier album, Consumed By Your Poison en octobre cette même année. L'année suivante, Despised Icon change à de nombreuses reprises son line-up.
Au début de 2004, le groupe accueille de nouveaux membres, dont les deux chanteurs Steve Marois et Alexandre Erian, les guitaristes Yannick St-Amand et Éric Jarrin, le bassiste Sébastien Piche, et le batteur Alexandre Pelletier, et enregistrent ensemble l'EP auto-produit et financé intitulé Syndicated Murderers, suivi d'un split EP avec Bodies in the Gears d'Apparatus, paru au label Relapse Records,,.

### The Healing Process(2005–2006)
Despised Icon signe un contrat à l'international au label Century Media en janvier 2005. Despised Icon fait paraître son second album studio, The Healing Process, au label le 5 avril 2005. Il est produit par le guitariste du groupe Yannick St-Amand, mixé par Jean-François Dagenais et le mastering est effectué par Alan Douches.
Despised Icon part en tournée pour la promotion de The Healing Process en 2005, en compagnie d'autres groupes et artistes tels que Cryptopsy, Quo Vadis, Vader, Suffocation, Aborted, Immolation, Deicide et continue leur tournée en 2006 avec Through the Eyes of the Dead, Ed Gein, Morbid Angel, Behemoth, Hatebreed, Exodus, The Black Dahlia Murder et Napalm Death. La même année, le premier album, Consumed By Your Poison paraît de nouveau au label Century Media. Début 2007, le groupe part en tournée avec Unearth, Job for a Cowboy et Dååth.

### The Ills of Modern Man(2007–2009)

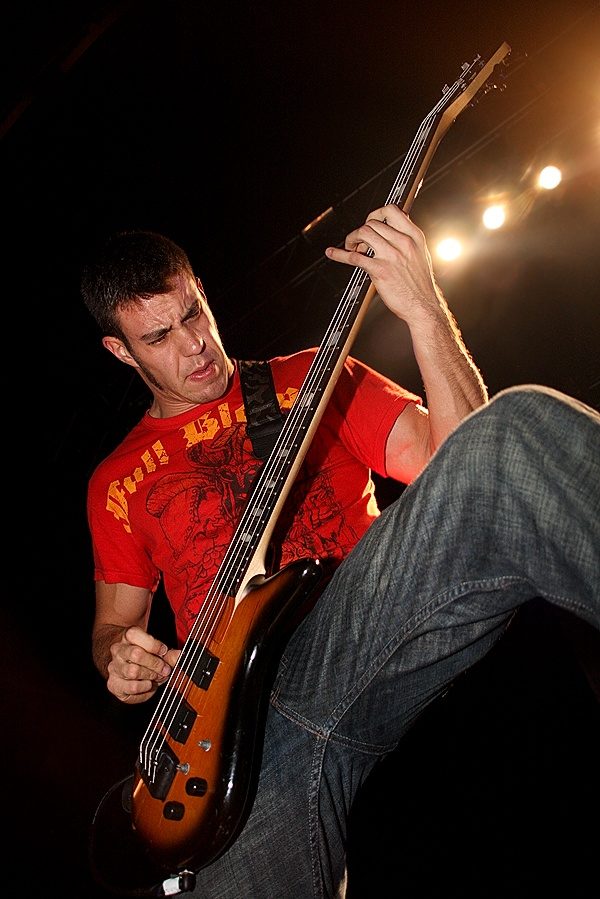
Le bassiste, Max Lavelle, pendant la tournée Never Say Die! en 2008, à Londres.

Le troisième album studio du groupe, The Ills of Modern Man, est enregistré puis distribué en 2007 au label Century Media Records, produit par leur ancien guitariste, Yannick St. Amand. Cet été là, ils partent en tournée avec Job for a Cowboy, The Faceless et A Life Once Lost. Ensuite, ils partent en tournée avec Suicide Silence, aux côtés de Winds of Plague. En hiver cette même année, ils partent en tournée avec The Acacia Strain, Full Blown Chaos, The Tony Danza Tapdance Extravaganza, et Ligeia. Ils partent également en tournée avec Misery Index, aux côtés de Beneath the Massacre et Man Must Die. Le 18 juin 2008, le bassiste Sébastien Piché quitte le groupe et est remplacé par Max Lavelle du groupe Goratory. Au Summer Slaughter Tour, le groupe joue aux côtés de The Black Dahlia Murder, Vader, Cryptopsy, The Faceless, Aborted, Born of Osiris, Psycroptic et Whitechapel.
En fin octobre 2008, Despised Icon annonce les détails de son premier DVD, intitulé Montreal Assault, plus tard publié le 29 janvier 2009. Le DVD présente des tournages multi-caméras des tournées du groupe dans leur ville natale, un documentaire, et des vidéoclips. À l'origine, le DVD devait être publié le 17 janvier, mais est repoussé. En décembre 2008, le guitariste Al Glassman quitte Despised Icon pour remplacer le guitariste de Job for a Cowboy, Ravi Bhadriraju.
Pendant le Montreal Assault Tour en 2009, Despised Icon annonce l'enregistrement de leur nouvel album studio, intitulé Day of Mourning, plus tard commercialisé le 22 septembre 2009 chez Century Media Records. Le 17 janvier 2009, Despised Icon fait paraître la chanson MVP, la première de l'album Day of Mourning, sur Internet. Le groupe participe ensuite au Thrash and Burn Tour 2009 aux côtés de DevilDriver, Emmure, Veil of Maya, For the Fallen Dreams, Oceano, Periphery, MyChildren MyBride, et Thy Will Be Done. Leur quatrième album Day of Mourning atteint la 162e place au Billboard 200 le 30 septembre 2009. Un vidéoclip est tourné pour le single.

### Day of Mourning(2010)
Le 7 avril 2010, Despised Icon annonce son intention de se séparer. Ils expliquent cette séparation par ces termes : « nous démarrons une nouvelle vie, avec nos familles et nos jobs. Enregistrer, partir en tournée pendant des mois est pratiquement devenu impossible à cause de ça. » Ils partent en tournée européenne au Hevy Music Festival le 7 août 2010 près de Folkestone, au Royaume-Uni. Durant 2010, Despised Icon joue aux États-Unis, en Australie, au Japon, en Europe et au Canada.
Le 2 décembre 2010, Despised Icon joue ses quatre dernières soirées à Toronto (les 2 et 3 décembre) aux côtés de The Acacia Strain, Ion Dissonance et Oceano, en Ontario, et dans leur ville natale à Montréal, au Québec, (les 4 et 5 décembre). Ces soirées impliquaient leur dernier line-up et leur ancien line-up. Depuis la séparation du groupe, Alexandre Erian forme un groupe metalcore, Obey The Brave, avec l'ancien bassiste Miguel Lepage et le guitariste John Campbell de Blind Witness, le guitariste Greg Wood de Darkness Rites, et le batteur Stevie Morotti. Max Lavelle joue désormais de la basse pour The Black Dahlia Murder.

### Retour etBeast(depuis 2014)
En février 2014, le groupe annonce une réunion pour un temps limité afin d'effectuer une tournée à travers le Canada et l'Europe, ce qui a plu à beaucoup de fans. Après une pause d'environ six ans pour la formation, il semble que l'énergie des fans de Despised Icon ait insufflé au groupe l'envie de reprendre du service lors des derniers concerts. Le groupe Despised Icon annonce officiellement son retour sur disque courant de l'été. L'album, intitulé Beast, est publié au label Nuclear Blast Records le 22 juillet 2016. Le morceau Beast est publié le 20 mai 2016.
En 2019, le groupe sort un nouvel album Purgatory.

## Membres

### Membres actuels
- Sébastien Piché – basse (2002-2008, depuis 2014)
- Alexandre Erian – batterie, percussions (2002-2004), chant (2002–2010, depuis 2014)
- Éric Jarrin – guitare (2002–2010, depuis 2014)
- Steve Marois – chant (2002–2010, depuis 2014)
- Alex Pelletier (Alex Grind) – batterie (2004–2010, depuis 2014)
- Benoit Landreville (Ben) – guitare (2009–2010, depuis 2014)

### Anciens membres
- Marie-Hélène Landry – chant (2002-2003)
- Alan Glassman – guitare (2006-2008)
- Max Lavelle – basse (2008–2010)
- Yannick St-Amand – guitare (2002-2006), échantillons (2014-2020)

### Membres live
- Kevin McCaughey – chant en concerts (chanteur de Ion Dissonance, qui a remplacé Steve Marois sur une trentaine de dates lorsqu'il était malade)
- Patrice Hamelin – batterie (2008, en concerts)

## Discographie

### Albums studio
- 2002 : Consumed By Your Poison
- 2005 : The Healing Process
- 2007 : The Ills of Modern Man
- 2009 : Day of Mourning
- 2016 : Beast
- 2019 : Purgatory

### Démo
- 2004 : Syndicated Murderers